# Discalma lineata
Discalma lineata là một loài bướm đêm trong họ Geometridae.